# Catoira
Catoira ist eine Stadt in der spanischen Provinz Pontevedra der Region Galicien. Die Stadt liegt am Fluss Ulla und gliedert sich in vier so genannte Parroquias. Catoira hat 3.268 Einwohner (Stand: 2024).
Nationale Bedeutung hat Catoira wegen seines jährlichen Wikingerfestes, die Romería Vikinga, die am ersten Sonntag im August gefeiert wird. Es wird dabei eine historische Begebenheit nachgespielt, als Wikinger versuchten, über Flüsse ins Inland zu gelangen und den sagenumwobenen Schatz von Santiago de Compostela zu plündern – und von den Einheimischen abgewehrt wurden.

## Gemeindegliederung
Die Gemeinde Catoira ist in vier Parroquias gegliedert:
| Parroquias | Patrozinium | Einwohner 2024 | Fläche km² | Dichte Einw./km² | Höhe msnm | Ortskennzahl |
| ---------- | ----------- | -------------- | ---------- | ---------------- | --------- | ------------ |
| Abalo      | San Mamede  | 465            | 7,64       | 61               | 128       | 36010010000  |
| Catoira    | San Miguel  | 1.159          | 4,60       | 252              | 21        | 36010020000  |
| Dimo       | San Pedro   | 927            | 12,67      | 73               | 58        | 36010030000  |
| Oeste      | Santa Baia  | 738            | 4,37       | 169              | 29        | 36010040000  |

## Wirtschaft
| Ackerbau, Viehzucht und Fischerei                                                  | 022   | 01,63  |
| Industrie                                                                          | 0442  | 032,67 |
| Bauwirtschaft                                                                      | 087   | 06,43  |
| Dienstleistungsbetriebe                                                            | 0802  | 059,28 |
| Total                                                                              | 1.353 | 100,00 |
| * Daten aus dem Statistischen Amt für Wirtschaftliche Entwicklung in Galicien, IGE |       |        |